# Biblioteca pública de Taipéi
La Biblioteca pública de Taipéi en su rama de Beitou es una biblioteca pública en el parque Beitou, ubicado dentro del Distrito Beitou, en el norte de la ciudad de Taipéi, en la isla de Taiwán. Se trata de un edificio de dos pisos que fue inaugurado oficialmente en noviembre de 2006. La biblioteca es notable por haber sido construía para ser un edificio verde respetuoso del medio ambiente.